# Danh sách bài hát đứng đầu bảng xếp hạng Gaon Digital Chart năm 2015
Bảng xếp hoạt đĩa đơn Gaon của bảng xếp hạng Gaon là bảng xếp hạng các ca khúc xuất sắc nhất Hàn Quốc. Dữ liệu được thu nhập hằng tuần bởi Hiệp hội âm nhạc Hàn Quốc. Nó bao gồm bảng xếp hạng tuần, được mở từ Chủ nhật đến thứ bảy, và bảng xếp hạng hằng tháng. Dưới đây là danh sách dẫn đầu hàng tuần và hằng tháng, theo dữ liệu của Gaon Digital Chart. Bảng xếp hạng kỹ thuật số đánh giá các bài hát của họ thông qua Gaon Streaming, lượt tải xuống, BGM, và bảng xếp hạng di động.

## Bảng xếp hạng tuần
| Cuối tuần  | Ca khúc                                                             | Nghệ sĩ                                         | Bán ra  |
| ---------- | ------------------------------------------------------------------- | ----------------------------------------------- | ------- |
| 3 tháng 1  | "Up & Down" (tiếng Hàn Quốc: 위아래)                                | EXID                                            | 67,083  |
| 10 tháng 1 | "Deja-Boo" (tiếng Hàn Quốc: 데자-부)                                | Jonghyun                                        | 128,542 |
| 17 tháng 1 | "Fire" (tiếng Hàn Quốc: 화)                                         | Mad Clown hợp tác với Jinsil của Mad Soul Child | 180,252 |
| 24 tháng 1 | "I Have To Forget You" (tiếng Hàn Quốc: 슬픔 속에 그댈 지워야만 해) | Jeong Seung-hwan, Park Yoon-ha                  | 218,007 |
| 31 tháng 1 | "Cry Again" (tiếng Hàn Quốc: 또 운다 또)                            | Davichi                                         | 147,588 |
| 7 tháng 2  | "Just" (tiếng Hàn Quốc: 그냥)                                       | Zion.T và Crush                                 | 217,817 |
| 14 tháng 2 | "You from the Same Time" (tiếng Hàn Quốc: 같은 시간 속의 너)        | Naul                                            | 164,060 |
| 21 tháng 2 | "You from the Same Time" (tiếng Hàn Quốc: 같은 시간 속의 너)        | Naul                                            | 99,299  |
| 28 tháng 2 | "You from the Same Time" (tiếng Hàn Quốc: 같은 시간 속의 너)        | Naul                                            | 73,534  |
| 7 tháng 3  | "Love Mash" (tiếng Hàn Quốc: 사랑 범벅)                             | MC Mong hợp tác với Chancellor của The Channels | 215,929 |
| 14 tháng 3 | "Love Mash" (tiếng Hàn Quốc: 사랑 범벅)                             | MC Mong hợp tác với Chancellor của The Channels | 88,662  |
| 21 tháng 3 | "Snow of April" (tiếng Hàn Quốc: 사월의 눈)                         | Huh Gak                                         | 222,026 |
| 28 tháng 3 | "Puss" (với Iron)                                                   | Shin Jimin                                      | 164,512 |
| 4 tháng 4  | "Only You" (tiếng Hàn Quốc: 다른 남자 말고 너)                      | Miss A                                          | 295,973 |
| 11 tháng 3 | "Only You" (tiếng Hàn Quốc: 다른 남자 말고 너)                      | Miss A                                          | 152,259 |
| 18 tháng 3 | "Who's Your Mama?" (tiếng Hàn Quốc: 어머님이 누구니)                | Park Jin-young hợp tác với Jessi                | 274,797 |
| 25 tháng 3 | "Who's Your Mama?" (tiếng Hàn Quốc: 어머님이 누구니)                | Park Jin-young hợp tác với Jessi                | 111,155 |
| 2 tháng 5  | "Loser"                                                             | Big Bang                                        | 256,398 |
| 9 tháng 5  | "Loser"                                                             | Big Bang                                        | 223,076 |
| 16 tháng 5 | "Loser"                                                             | Big Bang                                        | 121,787 |
| 23 tháng 5 | "Heart" (tiếng Hàn Quốc: 마음)                                      | IU                                              | 324,925 |
| 30 tháng 5 | "View"                                                              | Shinee                                          | 77,304  |
| 6 tháng 6  | "Bang Bang Bang" (tiếng Hàn Quốc: 뱅뱅뱅)                           | Big Bang                                        | 339,856 |
| 13 tháng 6 | "Love Me Right"                                                     | EXO                                             | 93,114  |
| 20 tháng 6 | "Shouldn't Have" (tiếng Hàn Quốc: 이럴거면 그러지말지)              | Baek A-yeon hợp tác với Younghyun               | 145,898 |
| 27 tháng 6 | "Shake It"                                                          | Sistar                                          | 312,845 |
| 4 tháng 7  | "If You"                                                            | Big Bang                                        | 308,120 |
| 11 tháng 7 | "Party"                                                             | Girls' Generation                               | 256,390 |
| 18 tháng 7 | "Come and Goes" (tiếng Hàn Quốc: 와리가리)                          | hyukoh                                          | 195,640 |
| 25 tháng 7 | "Yanghwa BRDG" (tiếng Hàn Quốc: 양화대교)                           | Zion.T                                          | 191,082 |
| 1 tháng 8  | "Wi Ing Wi Ing" (tiếng Hàn Quốc: 위잉위잉)                          | hyukoh                                          | 142,612 |
| 8 tháng 8  | "Let's Not Fall in Love" (tiếng Hàn Quốc: 우리 사랑하지 말아요)     | Big Bang                                        | 314,944 |
| 15 tháng 8 | "Let's Not Fall in Love" (tiếng Hàn Quốc: 우리 사랑하지 말아요)     | Big Bang                                        | 145,026 |

## Bảng xếp hạng tháng
| Tháng   | Ca khúc                                                      | Nghệ sĩ                                         | Bán ra  |
| ------- | ------------------------------------------------------------ | ----------------------------------------------- | ------- |
| Tháng 1 | "Fire" (tiếng Hàn Quốc: 화)                                  | Mad Clown hợp tác với Jinsil của Mad Soul Child | 471,252 |
| Tháng 2 | "You from the Same Time" (tiếng Hàn Quốc: 같은 시간 속의 너) | Naul                                            | 540,869 |
| Tháng 3 | "Love Mash" (tiếng Hàn Quốc: 사랑 범벅)                      | MC Mong featuring Chancellor of The Channel     | 420,354 |
| Tháng 4 | "Only You" (tiếng Hàn Quốc: 다른 남자 말고 너)               | Miss A                                          | 539,864 |
| Tháng 5 | "Loser"                                                      | Big Bang                                        | 771,212 |
| Tháng 6 | "Bang Bang Bang" (tiếng Hàn Quốc: 뱅뱅뱅)                    | Big Bang                                        | 681,111 |
| Tháng 7 | "If You"                                                     | Big Bang                                        | 627,808 |